# Santa Marta (Hiszpania)
Santa Marta – gmina w Hiszpanii, w prowincji Badajoz, w Estramadurze, o powierzchni 119,73 km². W 2011 roku gmina liczyła 4355 mieszkańców.